# Travis Stevens
Travis Stevens (ur. 28 lutego 1986) – amerykański judoka. Srebrny medalista olimpijski z Rio de Janeiro.
Zawody w 2016 były jego trzecimi igrzyskami olimpijskimi, startował także w 2008 i 2012. Medal zdobył w wadze do 81 kilogramów, w finale przegrał z Rosjaninem Chasanem Chałmurzajewem. W 2007 i 2015 wygrywał w igrzyskach panamerykańskich, jest także wielokrotnym medalistą mistrzostw kontynentu. Startował w Pucharze Świata w latach 2007–2011, 2013 i 2015.
Startuje również w brazylijskim jiu-jitsu.